# باول فينيكس (مغني)
باول فينيكس (بالإنجليزية: Paul Phoenix)‏ هو مغني بريطاني، ولد في 1 أبريل 1967.